# Cabo Lizard

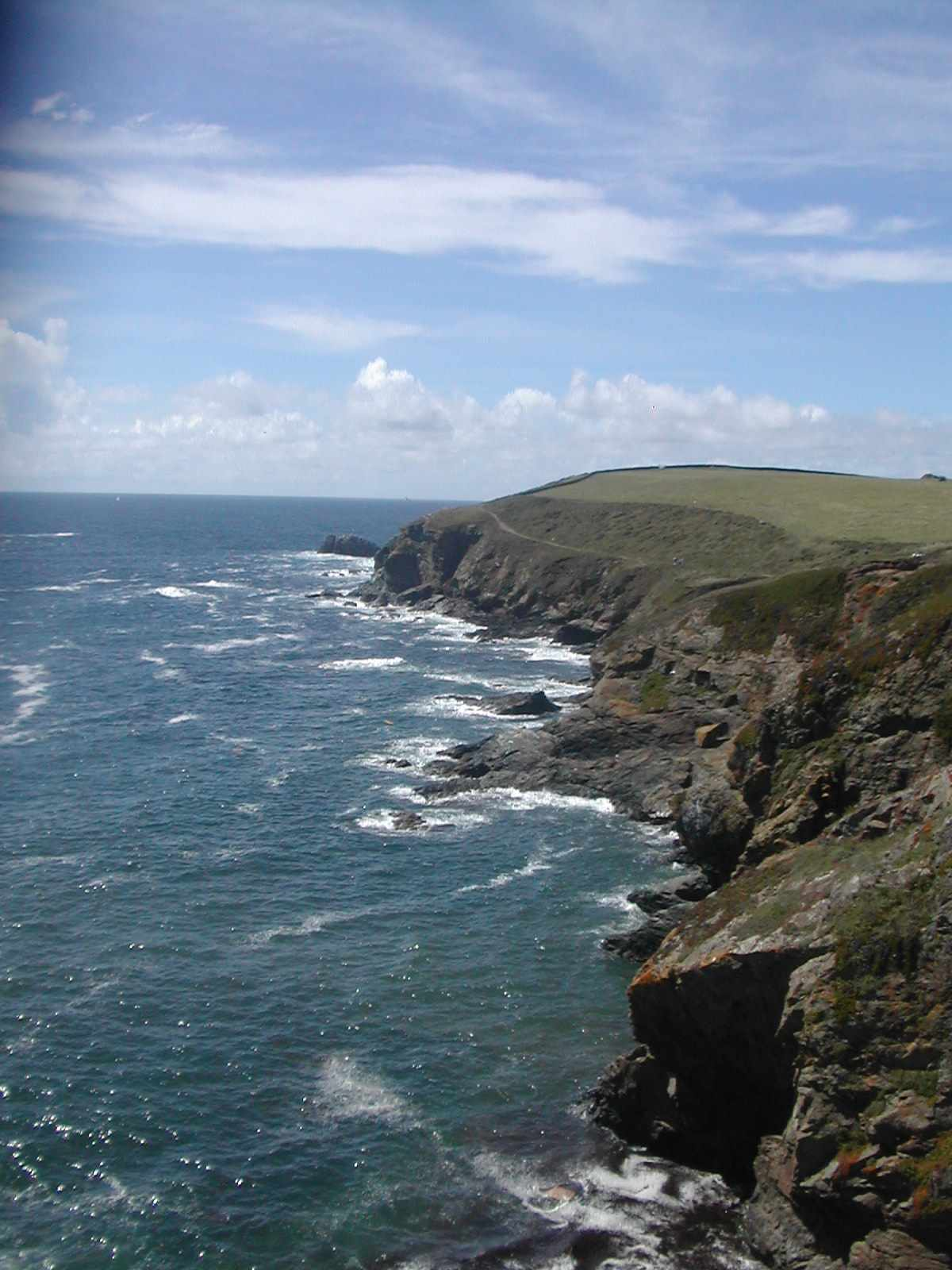
O cabo Lizard

O cabo Lizard (em inglês:  Lizard Point) é o ponto mais a sul da Cornualha e da Inglaterra (com exceção das ilhas Scilly ou Ilhas Sorlingas) e da Grã-Bretanha, ficando a 49º57'30"N de latitude. Fica na península de Lizard.

## Geografia
Sítio isolado, as aldeias de Lizard e Landewednack estão próximas mas a cidade mais perto, Helston, fica a quase 20 km. O cabo Lizard é um lugar sujeito a muitos acidentes marítimos como atesta o farol que aí se encontra.

## Náutica

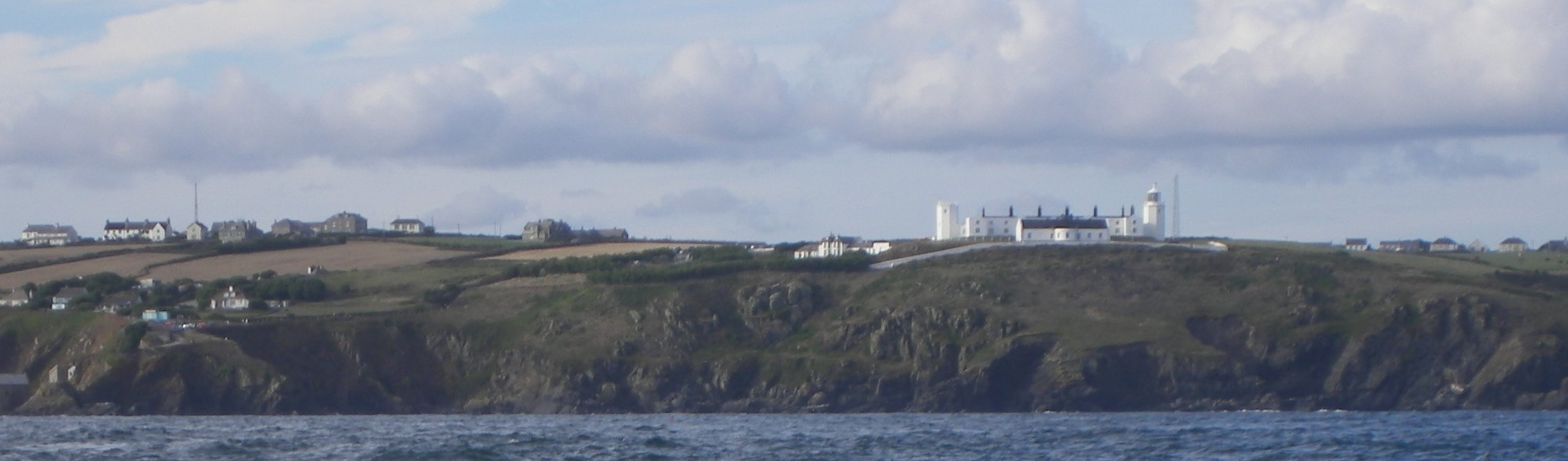
O farol do cabo Lizard

O cabo Lizard é uma das marcas náuticas para as tentativas de recorde da travessia do Atlântico Norte à vela. A outra é o Farol de Ambrose em Nova Iorque.